# 헤네시 퍼포먼스 엔지니어링
헤네시 퍼포먼스 엔지니어링(영어: Hennessey Performance Engineering)는 미국의 튜닝 제조 회사로 본사는 텍사스주 실리에 위치해 있다.

## 모델

### 헤네시 베놈 650R

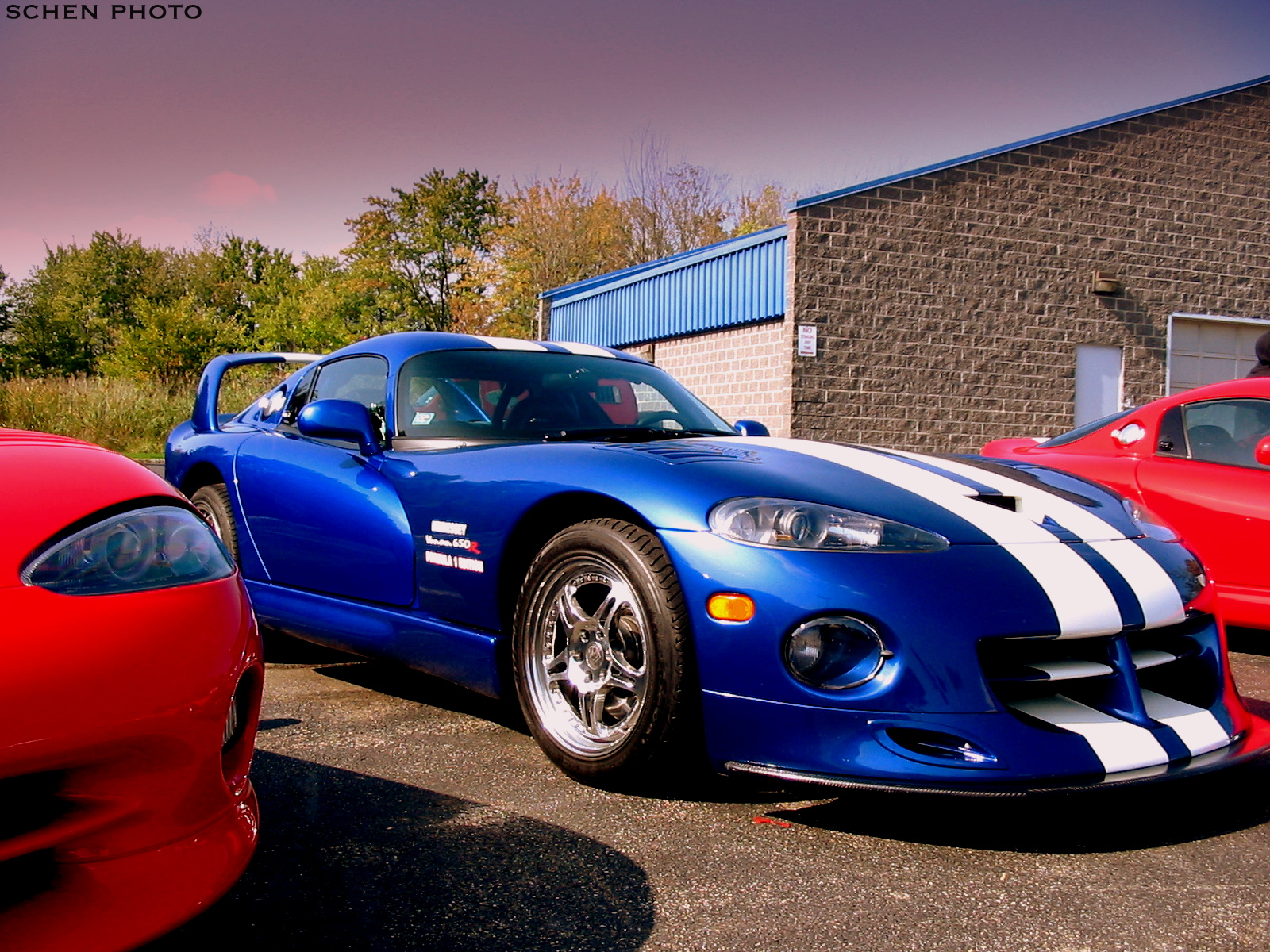
헤네시 베놈 650R

1996년에 출시된 모델로 닷지에서 제작된 닷지 바이퍼 모델을 기반으로 튜닝한 차량이다.

### 헤네시 베놈 GT

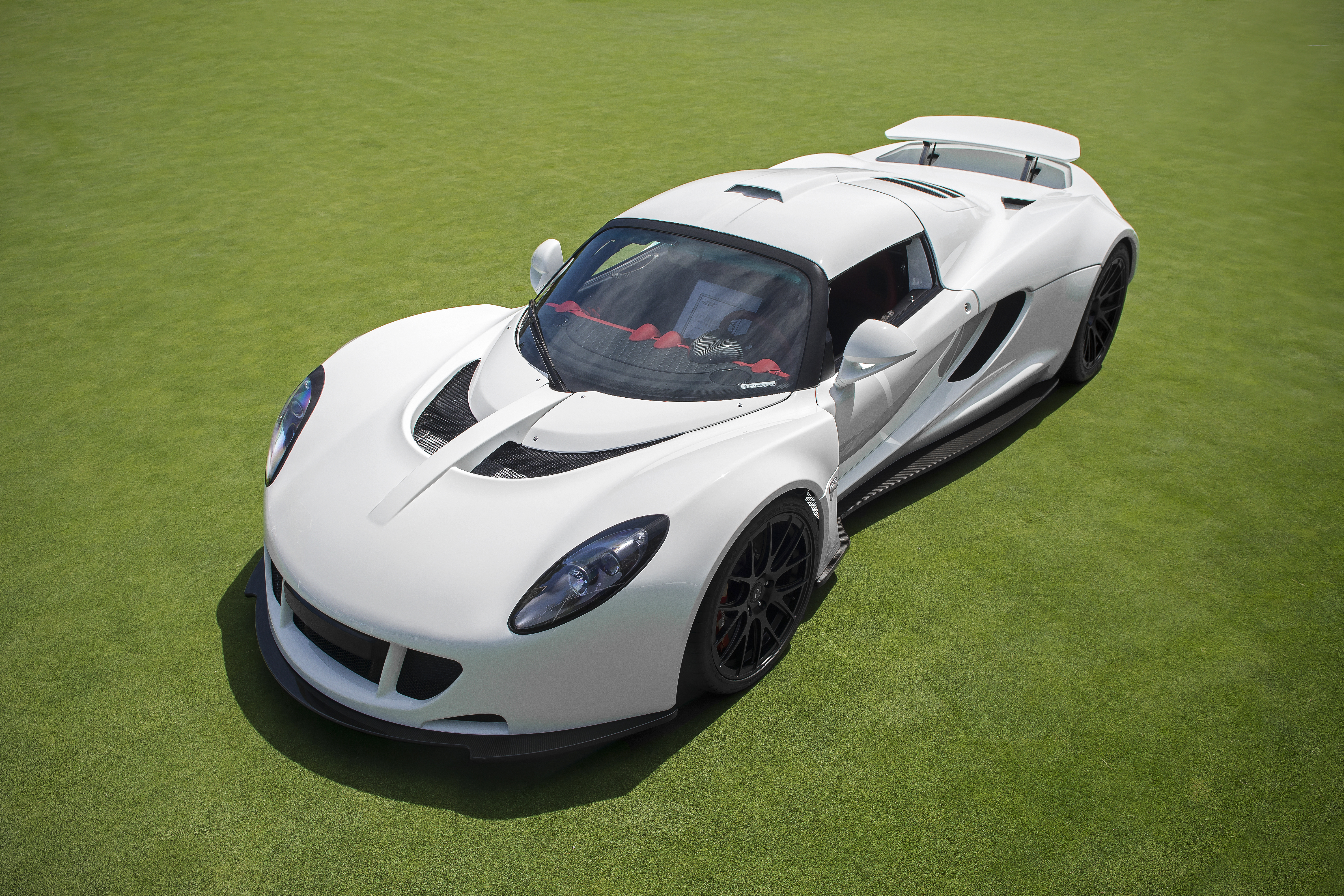
헤네시 베놈 GT

2010년에 출시된 슈퍼카로 쉐보레 전문 튜너로 영국제 로터스 엑시지(로터스 엘리스의 고성능 버전)의 차체를 개조하고 쉐보레 콜벳 엔진을 튜닝해 올린 차량이다. 드라이버의 감각을 중시하기에 ABS, 트랙션 컨트롤 시스템 등의 전자장비가 없다고 한다. 가속은 2.7초만에 끝내고, 최대출력 1244마력, 배기량 7,000cc의 7.0리터 V8 엔진이 장착되었다.

### 헤네시 베놈 F5

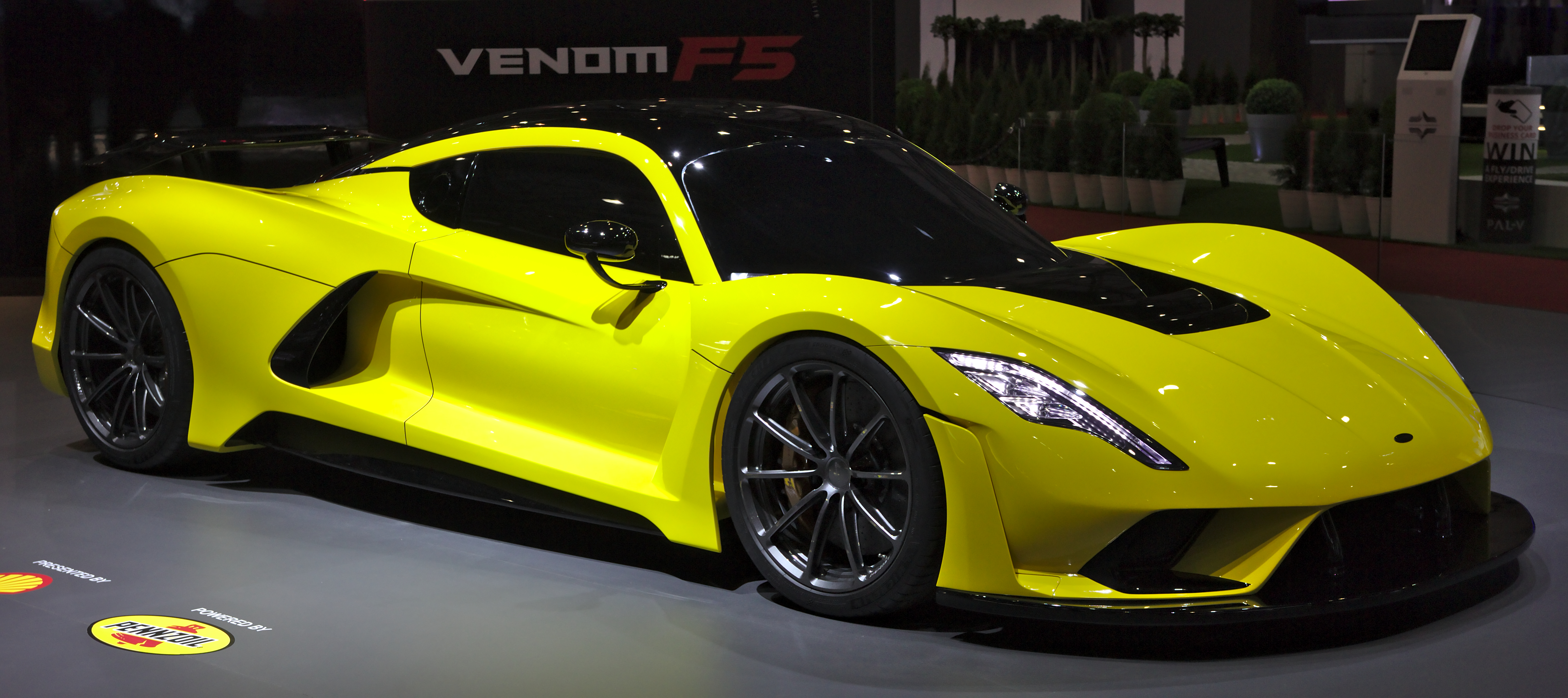
헤네시 베놈 F5

2017년에 라스베이거스 열린 US 세마쇼에서 출시된 모델로 기존의 헤네시 베놈 GT 모델의 후속 차량이자 최초의 독자로 개발된 차량이다. 이 차량의 최대 출력은 1817마력으로 부가티 시론의 1500마력보다 강한 것이 특징이다.  엔진은 V8형 엔진이 탑재되었고, 변속기의 경우 6단 수동 변속기와 7단 반자동 변속기가 적용되었고, 패들 시프터가 장착되었다. 엔진은 6.6L OHV V8형을 탑재했으며, 차체는 카본파이버로 구성되었다. 최고 속도의 목표는 483km/h이며 경쟁 차량은 SSC 노스아메리카에서 제작된 SSC 투아타라 모델이 있다. 향후 24대 한정 생산 계획을 목표로 2019년 5월에 최초로 차체 제작이 시작되었다.

### 헤네시 CTS-V
2016년에 출시된 모델로 캐딜락에서 제작된 캐딜락 CTS-V 모델을 기반으로 튜닝한 차량이다.

### 헤네시 엑소시소트
2016년에 출시된 모델로 쉐보레에서 제작된 쉐모레 카마로 ZL1 모델을 기반으로 튜닝한 차량으로 최대 마력은 1000마력이다. 차량 명칭의 유래는 닷지에서 제작된 닷지 챌린저 SRT 데몬 모델과 경쟁하기 위해 지어졌다.

### 헤네시 벨로시랩터 SUV/오프로드 트럭
포드에서 제작된 포드 SVT 랩터 모델을 기반으로 개발된 차량으로 고급 오프로드 풀사이즈 SUV 사양 차량이다. 2015년에 1세대 모델 생산이 종료되었고, 2018년 기준으로 6x6 사양만 선택이 가능하다.

## 같이 보기
- 셸비 아메리칸